# 联合国大会142(II)号决议
聯合國大會第一四二(二)號決議（United Nations General Assembly Resolution 142 (II)）是联合国大会于1947年12月14日各会员国依据宪章第七十三条（辰）款项递送情报所应遵用的标准格式。

## 外部連結
- 联合国大会142(II)号决议 （页面存档备份，存于）